# Стрельцов, Василий Алексеевич
Василий Алексеевич Стрельцо́в — советский инженер-конструктор, лауреат Сталинской премии третьей степени (1951), заслуженный изобретатель РСФСР (1974).

## Биография
В 1947 — 1962 годы главный конструктор Выксунского завода дробильно-размольного оборудования.
С 1962 года работал во Всесоюзном НИИ строительного и дорожного машиностроения (ВНИИстройдормаш).
В 1967 году защитил кандидатскую диссертацию:
- Исследования основных факторов, влияющих на производительность роторных дробилок, с целью установления оптимальных параметров [Текст] : дис. … канд. техн. наук / В. А. Стрельцов; науч. рук. В. А. Бауман ; Всесоюз. НИИ строит. и дор. машиностроения. — М., 1967. — 167 с. : табл., фот.

Автор 18 изобретений.

## Научные труды
Публикации:
- Опыт эксплуатации роторных дробилок и пути совершенствования их конструкций [Текст] / Кандидаты техн. наук А. И. Косарев, В. А. Стрельцов. — Москва : ЦНИИТЭстроймаш, 1978. — 36 с. : ил.; 21 см. — (Обзорная информация / ЦНИИ информ. и техн.-экон. исслед. по строит., дор. и коммун. машиностроению. Серия «Машины и оборудование для промышленности строительных материалов». 22-78-17).
- Отечественные и зарубежные роторные дробилки [Текст] : обзор / А. И. Косарев, В. А. Стрельцов. — Москва : ЦНИИТЭстроймаш, 1970. — 56 с. : ил.
- Роторные дробилки. Исследование, конструирование, расчет и эксплуатация [Текст] / В. А. Бауман, В. А. Стрельцов, А. И. Косарев, А. С. Слуцкер. — М. : Машиностроение, 1973. — 271 c. : ил. — 4500 экз.
- Стрельцов В. А. Исследование камер дробления молотковых и роторных дробилок: ВНИИстройдормаш, 1980. — Вып. 87. С. 23-33.

## Награды и звания
- заслуженный изобретатель РСФСР
- Серебряная медаль ВДНХ.
- Сталинская премия третьей степени (1951) — за разработку конструкции и освоение производства передвижных дробильно-сортировочных установок.